# Imageboard

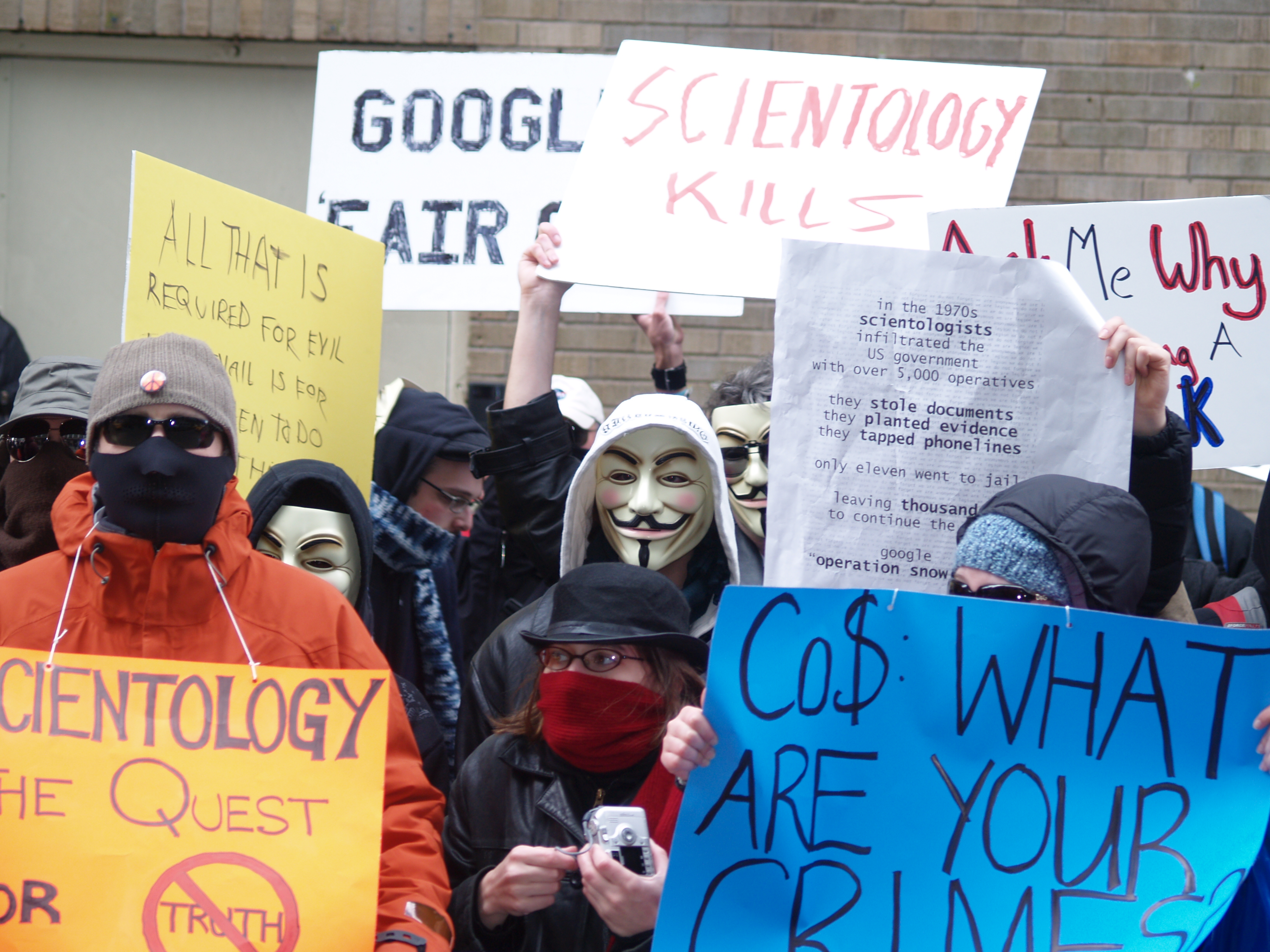
Protesto do grupo Anonymous, organizado pelo imageboard 4chan, contra a Igreja da Cientologia.

Um imageboard (também conhecido como chan, abreviatura do inglês channel) é um tipo de fórum de discussão que se baseia na postagem de imagens e texto, geralmente de forma anônima. O primeiro imageboard conhecido é o japonês Futaba Channel (2chan), criado em 2001, que foi baseado no textboard 2channel. Atualmente, o mais conhecido é o americano 4chan.
A interface dos imageboards é bastante simples, não exigindo cadastro nem mantendo o histórico das discussões por muito tempo. Qualquer pessoa pode fixar uma mensagem, iniciando um tópico de discussão em determinado canal temático. O formato e a dinâmica dos chans favoreceu o surgimento de vários memes da Internet, como é o caso do trollface e do pedobear, bem como a criação do movimento de ativistas hackers "Anonymous", que ficou conhecido por protestar contra a Cientologia em 2008, espalhando-se por diversos países e tendo suas ações originalmente orquestradas através do imageboard 4chan.

## História

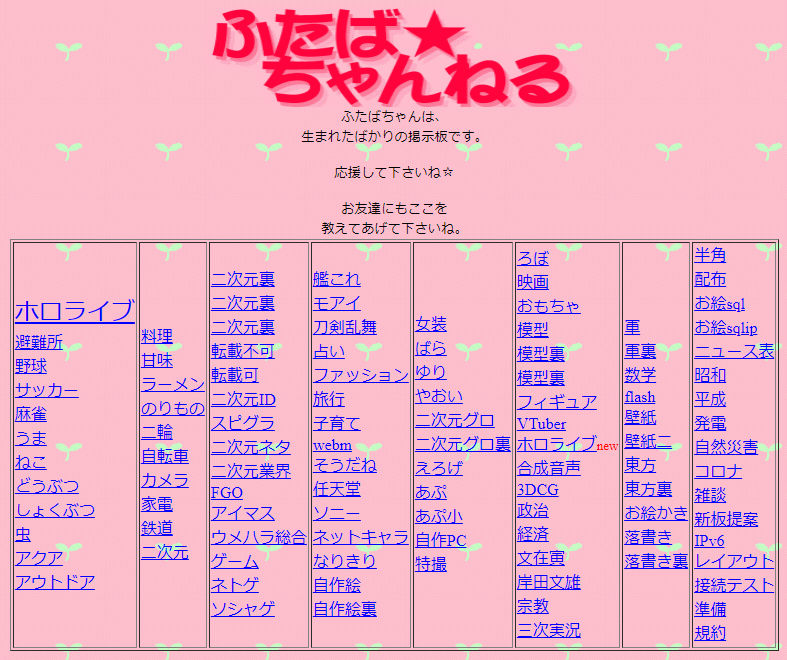
Futaba Channel

O Futaba Channel (imageboard japonês) foi lançado em 30 de agosto de 2001, como um refúgio para os usuários do 2channel (fórum de texto japonês lançado em 1999) quando este tinha perigo de cair.[carece de fontes?] Este foi o primeiro imageboard a ser criado. O imageboard 4chan é baseado no sistema do Futaba.

Página inicial do 4chan em 26 dezembro de 2015

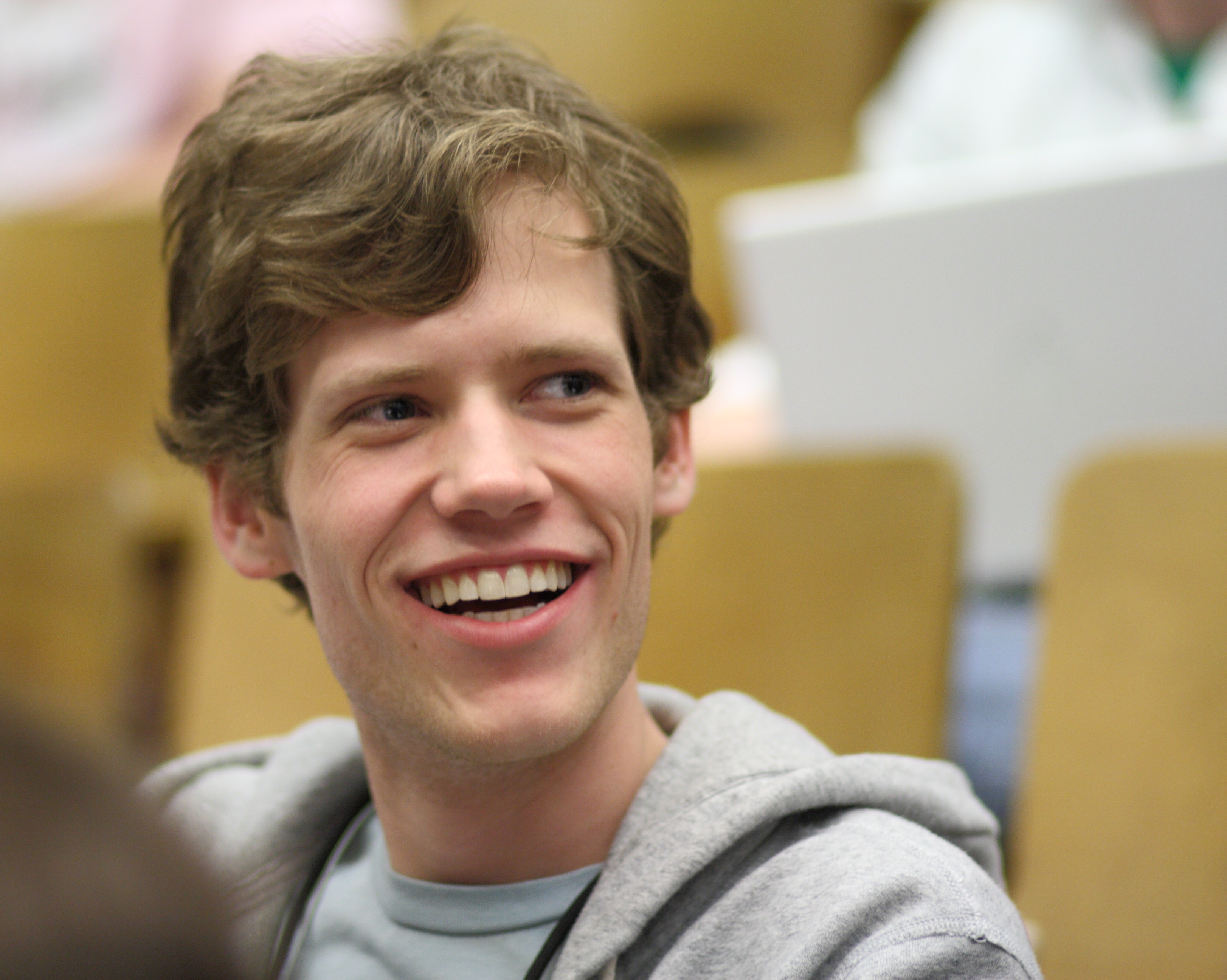
Christopher Poole na ROFLCon II (2010)

O 4chan foi lançado em 1 de outubro de 2003, sendo o primeiro imageboard em inglês, criado por Christopher Poole (com a intenção de falar sobre animés), quando tinha 15 anos de idade. É o maior fórum do mundo, com doze milhões de visitantes por mês. Poole é, segundo a revista Los Angeles Times, uma das pessoas mais influentes do mundo.[carece de fontes?] Desde a criação do 4chan, surgiram vários memes na internet e outros imageboards em vários idiomas, como 3chan, 55chan, BRchan, Dogolachan, Firechan, PTchan, Hispachan, Dvach, 420chan, Krautchan, Kohlchan, Wizardchan, 1500chan, 9chan e 64chan. Muitos memes já surgiram do 4chan, dentre eles Lolcats, Rickrolling, Chocolate Rain, Boxxy, Pedobear, entre outros.
Em outubro de 2013, Fredrick Brennan lança o 8chan, um imageboard livre com o idioma oficialmente inglês. Era um imageboard americano composto de subfóruns criados pelos usuários. Cada subfórum é moderado pelo seu proprietário, com interação mínima da administração do site. Para ter um conselho, é preciso criá-lo ou reivindicá-lo se o conselho tiver inatividade por mais de uma semana. Em abril de 2018, era o 3 857.º site mais visitado do mundo e, em novembro de 2014, recebia uma média de 35 mil visitantes únicos por dia e quatrocentos mil mensagens por semana.The Washington Post descreveu o site como "o segmento mais ilegal, mais libertário e mais 'livre' do 4chan". 8chan foi encerrado em no dia 5 de agosto de 2019, dias após o massacre de viés étnico em El Paso nos Estados Unidos, que revelou ligações diretas com o site.

## Imageboards

### Inglês

#### 4chan

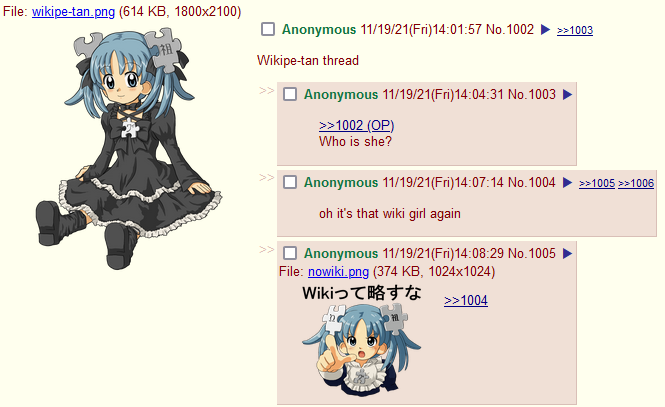

Criado em 2003, o 4chan é um imageboard em inglês, foi nele que se originaram diversos memes da internet. Em novembro de 2020, o 4chan recebia mais de 20 milhões de visitantes únicos mensais, com mais de 900.000 postagens feitas diariamente.

#### 8chan
8chan ou Infinitychan (no Brasil é chamado de "Infinitochan" ou apenas "Infinito" pelos internautas) foi um imageboard em inglês criado em 2013 e tinha a opção de livre criação de subfóruns. O 8chan é o lar da teoria da conspiração QAnon. Criada nos Estados Unidos, a conspiração alega haver um Estado paralelo, formado por adoradores de Satanás, pedófilos e canibais, que dirige uma rede global de tráfico sexual infantil e que esteve conspirando contra o ex-presidente Donald Trump e os seus apoiadores, durante o seu mandato.

#### Wizardchan
Wizardchan é um imageboard em inglês dedicado a homens que se consideram incels. Os usuários deste imageboard frequentemente discutem sobre suicídio. Uma controvérsia surgiu na comunidade do fórum sobre a possibilidade de encaminhar os usuários a linhas diretas de prevenção de suicídio.

#### 420chan
Um imageboard em inglês baseado na cultura da cannabis. Foi criado em 20 de abril de 2005 por Aubrey Cottle. Seus quadros incluem vários quadros específicos de drogas.

### Brasil

#### BRchan
Foi o primeiro chan brasileiro, criado em 2006.

#### 1500chan
Criado em 2013, o 1500chan é um outro imageboard em português brasileiro. Em 2021, noticiou-se na Folha de S.Paulo que ele era um dos fóruns que dificultavam o controle da pandemia de COVID-19 no Brasil, por divulgar teorias da conspiração, além de atacar a mídia independente.
Em junho de 2022, o jornalista Lucas Neiva, do Congresso em Foco, foi responsável por revelar um esquema de produção de notícias falsas pró-Bolsonaro que se dava no 1500chan e que fazia uso de referências nazistas. Consequentemente, Lucas Neiva foi ameaçado de morte e teve seus dados pessoais vazados por membros de tal fórum. Paralelamente, o site do Congresso em Foco também foi vítima de um ataque hacker, tendo ficado fora do ar durante várias horas. Em seguida, Vanessa Lippelt, editora do jornal, igualmente foi ameaçada de morte, e de estupro. O presidente Lula classificou os ataques como "um risco para a democracia". A senadora Simone Tebet, do MDB, por sua vez ponderou que "ameaças como essa são inaceitáveis".

#### Dogolachan
O Dogolachan foi um dos maiores imageboards da extrema-direita brasileira. Sua primeira versão foi criada em 2013 por Marcelo Valle Silveira Mello e a segunda em 2018 por "DPR". 
Marcelo Mello havia se tornado a primeira pessoa a ser condenada por racismo na internet no Brasil, em 2008, mas na ocasião pagou fiança e não foi preso. Em 2012, a Polícia Federal, com apoio do FBI, realizou a Operação Intolerância, em que Marcelo e Emerson Eduardo Rodrigues foram presos por suas postagens no blog Silvio Koerich. A operação foi deflagrada depois de mais de 70 mil denúncias nas Secretarias de Proteção à Mulher e de Direitos Humanos da Presidência. O blog propagava mensagens racistas, machistas, homofóbicas e pedofílicas, sob o alicerce ideológico do catolicismo. Durante a investigação, alegou-se ter encontrado evidências de um ataque terrorista contra os alunos de Ciências Sociais de sua antiga universidade.
Depois de um ano e seis meses preso, ganhou o direito de cumprir a pena sob liberdade condicional. Foi nessa época, em 2013, que ele criou o Dogolachan. Ele havia sido expulso dos outros chans, por isso decidiu criar o seu. Seu apelidos no imageboard incluíam "Psy", "Batoré" e "Psytoré". O imageboard era famoso pela trollagem combinada com discurso de ódio.
O símbolo do website é o dogola, um meme brasileiro de um cachorro russo sorrindo, que na época foi compartilhado à exaustão. Dentro do fórum, pessoas que cometem assassinatos e chacinas eram declaradas como heróis e minorias no geral eram chamadas de escória. O grupo propagava a ideia que precisava haver um contra-ataque para devolver o lugar de direito aos homens héteros e brancos após a revolução cultural dos anos 60. Também apoiava os ataques de ódio de Jair Bolsonaro.
Marcelo Mello e Emerson Rodrigues voltaram a ser presos em 2018 na Operação Bravata e condenados por 42 anos e R$ 1 milhão de reparação por postagens racistas em fóruns anônimos. Após sua prisão, DPR se tornou o novo moderador do Dogolachan. Seu nome de usuário vem de Dread Pirate Roberts, o pseudônimo de Ross Ulbricht, fundador e administrador do site Silk Road. A partir de então, o imageboard passou a operar na deep web, sendo hospedado na rede .onion.
Dogolachan está envolvido em uma série de ameaças, incluindo a políticos, e alguns desses casos levaram a manifestações na ONU. Um dos principais envolvidos nas ameaças era um usuário conhecido como GOEC, mas é possível que ele não exista. Ele fazia doxxing no Dogolachan e enviava ameaças copicola usando protonmail. Várias dessas ameaças são assinadas com o nome de Emerson Setim como uma piada, pois ele virou desafeto do fórum por ter se foragido da polícia na Espanha, após a Operação Bravata. A pessoa mais ameaçada pelo grupo foi a professora feminista Lola Aronovich. Ela recebe ameaças desde 2013, por ter denunciado o blog Silvio Koerich. As ameaças foram tantas que em 2018 foi sancionada a lei 13.642, ou Lei Lola, proposta por Luizianne Lins, que permite que a Polícia Federal investigue crimes cibernéticos de misoginia em nível interestadual e internacional.
Em janeiro de 2019, após renúncia do deputado Jean Wyllys pelas ameaças que vinha sofrendo, Sergio Moro anunciou que o assunto seria investigado. Ainda em janeiro, cinco moderadores foram presos na Operação Illuminate, da Polícia Federal. O site foi fechado e passou a operar dentro do Endchan, porém há a possibilidade do site ser uma isca para chamar a atenção de pessoas que queiram monitorar o grupo. A Polícia Federal do Paraná continuou com as investigações e ao final de 2019 o imageboard passou a ser monitorado pelo Grupo de Atuação Especial de Combate ao Crime Organizado. A Delegacia de Assuntos Institucionais, porém, afirma que a polícia não tem condições de realizar o monitoramento adequado e é apenas feito o acompanhamento das pessoas que consomem pornografia infantil. No início de 2020, a Polícia Federal do Rio de Janeiro iniciou uma investigação sobre o Dogolachan relativa ao website Rio de Nojeira.
Em 13 de março de 2019, dois adolescentes supostamente usuários do Dogolachan realizaram o Massacre de Suzano. Eles teriam pedido dicas de como atuar no imageboard e foram auxiliados pelo moderador DPR. O massacre levou a uma onda de ameaças a escolas e universidades pelo Brasil.

### Japão

#### Futaba Channel
Futaba Channel (ふたば(双葉)☆ちゃんねる Futaba Channeru, lit. "Canal da folha dupla, Canal de duas folhas") ou somente Futaba, é um fórum de discussão do Japão. Foi lançado em 2001 e é o primeiro imageboard a ser criado. O Futaba Channel consiste em 60 imageboards (três deles são boards oekaki), e 40 message boards, com temas que vão desde problemas diários pessoais até junk food, esportes, ramen e pornografia.